# José Espinal
José Elpys Espinal Marte (nacido el 14 de noviembre de 1982 en Santo Domingo, República Dominicana) es un exfutbolista dominicano que jugaba de delantero. 

## Trayectoria
Tras emigrar a Italia, se formó en las categorías inferiores del Atalanta de Bérgamo, junto a hermano gemelo Vinicio Espinal. Jugó en el primer equipo del Atalanta durante dos temporadas; la 1999-2000 en la Serie B y tras lograr el ascenso, en la Serie A en la temporada 2000-2001 . 
En el verano de 2001 fue traspasado al Alzano Virescit de la Serie C1. Tras una temporada en la que disputó 14 partidos y un gol en Liga, fue vendido a la Unione Calcio AlbinoLeffe donde permanecería por un año. Su siguiente destino fue el F.B.C. Saronno 1910, en la Serie D, donde llegó para la temporada 2003-2004. En el mercado de fichajes de invierno fue incorporado por el Nuova Albano. 
En el verano de 2004 fue adquirido por el Sapri Calcio, con el que sólo disputó tres partidos ligueros. En 2005 se trasladó al Sanremese Calcio, en la Serie C2. 
El Novara Calcio,equipo de la Serie C1, lo anunció como nueva incorporación en 2006. Jugó en el Novara durante dos temporadas, antes de ser cedido al Gela Calcio y luego al Rovigo Calcio. 
En el verano de 2009 fue adquirido por el A.C. Cesena, equipo de la Serie B. Con el Cesena sólo disputó un partido de campeonato, en el mercado de fichajes de invierno fue cedido al A.C. Giacomense.
En el verano de 2010 fue firmado por el K.A.S. Eupen, de la Primera División de Bélgica. No pudo evitar el descenso del equipo a la segunda categoría, pero fue reconfirmado para la temporada siguiente, en la que, incluidos los play-offs, marcó 6 goles en 32 apariciones. 
En diciembre de 2012 se trasladó al A.S.D. Verbano Calcio, equipo de la Serie D. El 30 de junio de 2013 quedó como agente libre y el 22 de julio fue parte de la concentración de los jugadores liberados, bajo los auspicios de la AIC (Asociación de futbolistas italianos). En septiembre de 2013 regresó al Verbano, en Eccellenza, para la temporada 2013-2014. 
En diciembre de 2013 pasó a Carlin's Boys de Promozione. En 2015 fue incorporado por la A.S.D. Pietra Ligure 1956. 
Tras quedar como agente libre, el 15 de julio de 2016, el A.S.D. Ospedaletti anunció su contratación tanto como futbolista como responsable de las categorías juveniles del club.

### Selección nacional
Fue internacional absoluto con la selección de fútbol de la República Dominicana. Hizo su primera aparición con el combinado nacional el 31 de agosto de 2014, en un partido amistoso frente a El Salvador.

## Clubes
| Club                      | País    | Año       |
| ------------------------- | ------- | --------- |
| Atalanta B.C.             | Italia  | 1999-2001 |
| FC AlzanoCene 1909        | Italia  | 2001-2002 |
| Unione Calcio AlbinoLeffe | Italia  | 2002-2003 |
| F.B.C. Saronno 1910       | Italia  | 2003-2004 |
| Nuova Albano              | Italia  | 2004      |
| Sapri Calcio              | Italia  | 2004-2005 |
| Sanremese Calcio          | Italia  | 2005-2006 |
| Novara Calcio             | Italia  | 2006-2009 |
| Gela Calcio               | Italia  | 2008-2009 |
| Rovigo Calcio             | Italia  | 2009      |
| A.C. Cesena               | Italia  | 2009-2010 |
| A.C. Giacomense           | Italia  | 2010      |
| K.A.S. Eupen              | Bélgica | 2010-2012 |
| A.S.D. Verbano Calcio     | Italia  | 2012-2013 |
| Carlin's Boys             | Italia  | 2013-2015 |
| Pietra Ligure             | Italia  | 2015-2016 |
| A.S.D. Ospedaletti        | Italia  | 2016-2021 |